# Mladá Boleslav
Mladá Boleslav (in tedesco Jungbunzlau, in ebraico e in latino Bumsla) è una città della Repubblica Ceca, capoluogo del distretto omonimo, in Boemia Centrale. Situata sulla riva sinistra del fiume Jizera, dista circa 50 chilometri da Praga in direzione nord-est.

## Storia
Il centro abitato venne fondato nel X secolo a seguito della costruzione di un castello per mano del re Boleslao II di Boemia.
Il maniero assunse la denominazione di "Mladá Boleslav" (letteralmente "nuova (o meglio giovane) Boleslav") per distinguerlo da un insediamento omonimo già presente nei pressi di Praga che dal XV secolo venne denominato "Stará Boleslav" ("vecchia Boleslav") e che oggi è rintracciabile nella cittadina di Brandýs nad Labem-Stará Boleslav.
La sua importanza nel tempo crebbe ed ottenne alcuni diritti propri delle città nel 1334 e nel 1436 e diventò un importante snodo stradale per la via che da Praga portava verso la Boemia settentrionale, il Brandeburgo e la Lusazia. La città nel XVI secolo fu un centro di forte propagazione delle teorie del riformatore protestante Jan Hus.
Nel secolo successivo il centro ritornò al Cattolicesimo ed in tale periodo si verificò anche un calo demografico.
Proprio da tale periodo, però, Mladá Boleslav iniziò a vedere una grande crescita della sua comunità ebraica che si espanse al punto da costituire la metà della popolazione.
Questa crescita continuò anche nel XVIII secolo e XIX secolo tanto che la città fu soprannominata la "Gerusalemme del Jizera"
Nel 1800 Mladá Boleslav conobbe una prosperità mai vista, era ormai un centro regionale importante e vide sorgere numerose scuole, teatri, musei ed il culmine arrivò con la fondazione del complesso industriale automobilistico della Laurin & Klement, l'odierna Škoda.
I bei tempi finirono quando la vecchia Cecoslovacchia entrò nel sistema socialista, dopo la Seconda guerra mondiale.
La città cadde in un declino che terminò con la fine del socialismo, solo dagli anni novanta, infatti, ha ricominciato ad essere nuovamente importante.

## Sport
È sede dell'FK Mladá Boleslav, società di calcio tra le più forti del campionato di calcio ceco e che vanta presenze in UEFA Champions League (nei turni preliminari) e in Coppa UEFA.

## Amministrazione

### Gemellaggi
- Dieburg
- King's Lynn
- Pezinok
- Vantaa